# Florian Kainz
Florian Kainz, né le 24 octobre 1992 à Graz en Autriche, est un footballeur international autrichien, qui évolue au poste d'ailier gauche au FC Cologne.

## Biographie

### Carrière en club
Florian Kainz dispute sept matchs en Ligue des champions, pour un but inscrit, et 18 matchs en Ligue Europa, pour deux buts inscrits. Il inscrit son premier but en Ligue des champions le 29 juillet 2015, lors d'un match contre l'Ajax Amsterdam comptant pour le troisième tour préliminaire de cette compétition.
Le 18 janvier 2019, il s'engage pour trois saisons et demie (soit jusqu'en juin 2022) avec le FC Cologne. Le montant de la transaction s'élève à 3 millions d'euros. Il portera le numéro 30.

### Carrière internationale
Florian Kainz compte dix sélections avec l'équipe d'Autriche depuis 2015. 
Il est convoqué pour la première fois en équipe d'Autriche par le sélectionneur national Marcel Koller, pour un match amical contre la Suisse le 17 novembre 2015. Il entre à la 82e minute de la rencontre, à la place de Julian Baumgartlinger. Le match se solde par une défaite 2-1 des Autrichiens.
Le 7 juin 2024, il fait partie de la liste des 26 joueurs convoqués par Ralf Rangnick pour disputer l'Euro 2024.

## Palmarès
Il est champion d'Autriche en 2011 avec le Sturm Graz.